# 松平頼説
松平 頼説（まつだいら よりひさ）は、江戸時代中期から後期にかけての大名。常陸国府中藩8代藩主。官位は従四位下・播磨守、侍従。

## 略歴
太田頼陽（松平頼済の次男）の長男。母は鈴木氏。幼名は兼太郎、弁次郎。
寛政5年（1793年）11月、先代藩主の松平頼前の養嗣子となる。寛政7年（1795年）9月10日、頼前の隠居で跡を継いだ。藩校の創設や新田開発に尽力し、自身も教養に優れていたことから文学を奨励している。また、蹴鞠を趣味としており、飛鳥井雅威の門下として紫組の冠懸を許された。天保4年（1833年）9月13日、56歳で死去し、跡を長男・頼縄が継いだ。

## 年表
※日付＝旧暦
- 1793年（寛政5年）11月、藩主松平頼前の養子となる。
- 1794年（寛政6年）12月、従四位下兵部大輔に叙任。
- 1795年（寛政7年）9月10日、家督相続し、常陸府中藩（茨城県石岡市）の藩主を継承する。 月日不詳、播磨守に叙任。
- 1796年（寛政8年）12月17日、侍従兼任。
- 1833年（天保4年）9月13日、卒去。法名は巌徳院敬誉俊亮順説。諡号は靖侯。墓所は茨城県常陸太田市の瑞龍山。

## 系譜
父母
- 太田頼陽（実父）
- 鈴木氏 ー 側室（実母）
- 松平頼前（養父）

正室
- 寧子、寿姫、咸姫 ー 細川治年の娘

側室
- 鈴木氏
- 曾我氏
- 石川氏
- 大庭氏

子女
- 松平頼縄（長男）生母は曾我氏（側室）
- 中山信守[1]（次男）
- 松平頼功（三男）
- 有馬広衆[2]（四男）
- 谷衛滋[3]（五男）
- 知久頼匡（六男）
- 信 ー 松平頼誠正室
- 松平頼善室後に畠山義宣継々々室
- 本堂親道正室後に鈴木重矩室